# Oracle Night
Oracle Night é um romance de Paul Auster de 2003.

A Noite do Oráculo (em inglês Oracle Night), de Paul Auster, narra a história de Sidney Orr, um escritor que no dia 18 de Setembro de 1982, após vários meses de recuperação de uma doença quase fatal, se dirige a uma papelaria de Brooklyn e compra um bloco de notas azul de fabrico português que o deixa intrigado. Sidney, nos nove dias a seguir a ter efectuado essa compra, irá viver sob a influência do livro em branco, preso num universo de arrepiantes premonições e de acontecimentos desconcertantes, que ameaçarão destruir o seu casamento e minar a sua confiança na realidade.

## Cadernos azuis
O autor Paul Auster compra os cadernos referidos no romance na papelaria de Luís Bordalo e da sua esposa no Largo do Calhariz, na zona do Chiado, em Lisboa.
Os cadernos de capa azul e um autocolante de contabilidade na capa são produzidos pela empresa FIRMO, designados por Blue Note, nos tamanhos A6 e A5. São inspirado nos espécimes comerciais tradicionais.